# Angioletta (cràter)
Angioletta és un cràter sobre la superfície de (4) Vesta. Fa 18.42 km. de diàmetre; s'hi troba a les coordenades planetocèntriques de -38.09 ° latitud nord i 181.9 ° longitud est. El nom fa referència a l'astrofísica italiana Angioletta Coradini i va ser aprovat per la UAI el set d'octubre de 2014.